# Frédéric Forestier
Frédéric Forestier (n. 1969, Paris, Franța) este un regizor francez.

## Filmografie

### Regizor
- 1993 Paranoïa (scurtmetraj)
- 1997 Numărătoare inversă
- 2002 Norocosi cu ghinion - Peste 3 milioane de bilete vândute în Franța.
- 2005 Les Parrains (Nașii) - Peste 600.000 de bilete vândute în Franța.
- 2008 Asterix la Jocurile Olimpice - Peste 3 milioane de bilete vândute în Franța.
- 2012 Stars des années 80

### Actor
- 2009 Kaamelott, Livre VI (Aulus Milonius Procyon)